# Rouketopolemos
Rouketopolemos (gr. Рουκετοπόλεμος) – lokalny zwyczaj wielkanocny w Vrontados na greckiej wyspie Chios.

## Historia

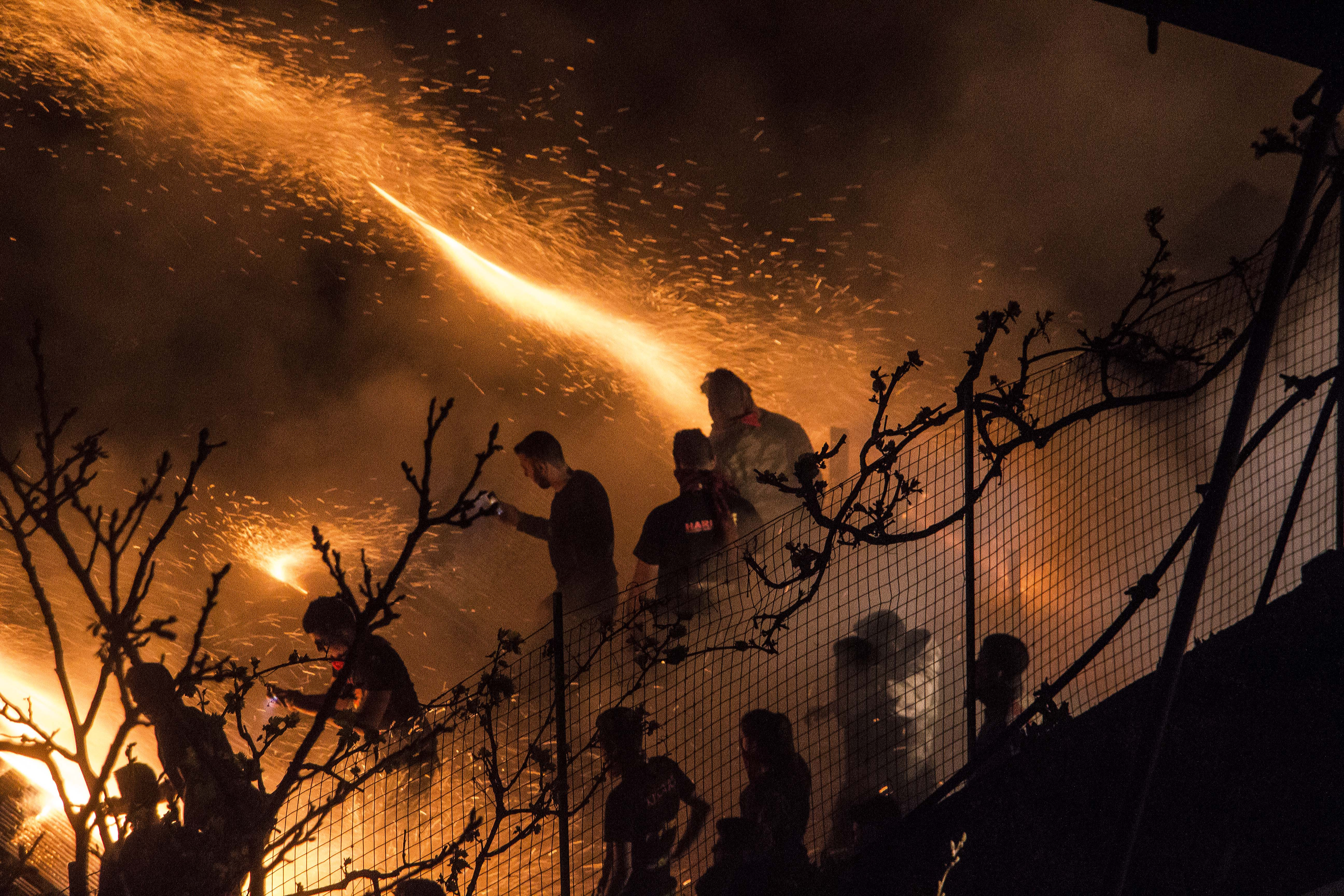
Rouketopolemos w 2015 roku

Zwyczaj wzajemnego ostrzeliwania w nocy w Wielką Sobotę (zgodnie z kalendarzem juliańskim) cerkwi Agios Marcos i Erithiani przez drużyny z ręcznie robionych rakiet, którego celem są wieże świątyń, według tradycji istniał jeszcze w czasach, gdy Grecja znajdowała się pod panowaniem Imperium Osmańskiego. Aby świętować Wielkanoc, Grecy z dwóch sąsiednich parafii wpadli na pomysł zorganizowania fałszywej bitwy. Kiedy Turcy ukryli się, Grecy mogli odprawiać nabożeństwo w wigilię Wielkanocy. Do ostrzeliwania miano używać armat, ale w 1889 roku Turcy skonfiskowali je. Aby kontynuować tradycję ostrzeliwania, mieszkańcy przygotowali samodzielnie rakiety.
Zwyczaj został zawieszony podczas okupacji hitlerowskiej i w czasach dyktatury. Wrócono do niego w 1970 roku. Po 1990 roku lokalny zwyczaj przekształcił się w  niekontrolowaną „wojnę rakietową”. Podczas produkcji rakiet często dochodziło do wypadków, a w 1993 roku zginęło dwoje młodych ludzi. Gdy w trakcie imprezy wystrzeliwano nawet 100 000 rakiet, doszło nie tylko do protestów mieszkańców, ale nawet gróźb. Dlatego w 2016 roku impreza nie odbyła się. Ponieważ przyciągała ona turystów, lokalne władze przystąpiły do opracowania zasad, dzięki którym stało się możliwe przywrócenie zwyczaju w 2017 roku. W 2019 roku liczba rakiet nie przekroczyła 12 tysięcy. Wyznaczono miejsca, z których wystrzeliwano rakiety, oraz miejsca dla obserwujących, a domy mieszkańców w pobliżu obu parafii zostały osłonięte siatką drucianą. W 2020 roku z powodu pandemii impreza nie odbyła się. Od 2021 roku obowiązują nowe przepisy, które chronią nie tylko uczestników i budynki cerkiewne, ale również mieszkańców i ich domy. Zamiast bezpośrednio w świątynie rakiety mają być wystrzeliwane w niebo.
Przygotowania do rouketopolemos zaczynają się już w połowie lata. Są wtedy tworzone 3–15 osobowe zespoły składające się w większości z młodych ludzi z jednej parafii.  Każda grupa posługuje się własną nazwą (Ikar, Dedal, Achepa, Cobra). Do produkcji rakiet używa się papieru, z którego są wykonywane tuby, w których ubija się przygotowaną według „tajnej” receptury mieszaninę sproszkowanego węgla drzewnego, siarki i saletry (nitrokalitu). Po zamocowaniu  jest przyczepiana do drewnianego patyka. W Wielką Sobotę drużyny kończą przygotowania. Ustawiają wyrzutnie rakiet i oddają strzały próbne. W 2002 roku przywrócono dawny zwyczaj parady drużyn z rakietami organizowanej w parafii Agios Markos. Na czele parady jechał jeździec na koniu z flagą Grecji. Obecnie w paradzie biorą udział drużyny z obu parafii.